# طرح کلی اندیشه اسلامی
طرح کلی اندیشه اسلامی در قرآن، نام یکی از آثار مهم رهبرجمهوری اسلامی ایران، علی خامنه ای است که در سال ۱۳۵۳ قبل از انقلاب ایران منتشر شده است. این کتاب مجموعه‌ای از نسخه‌های جلسات روزانه ایشان - در مسجد امام حسن در سال ۱۳۵۳ - است.

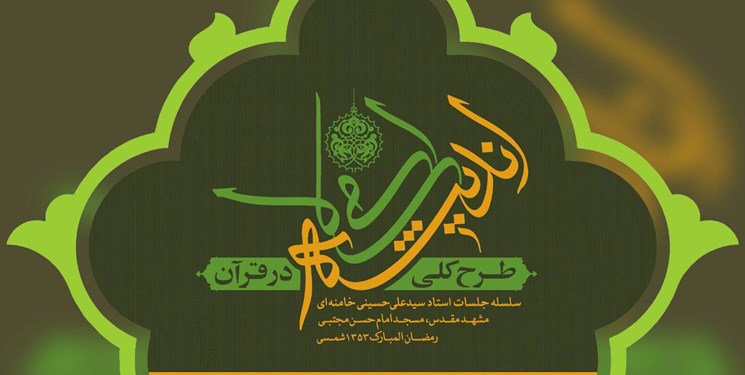
طرح کلی اندیشه اسلامی

## معرفی
این کتاب، حاصل برگزاری بیست و هشت جلسه متوالی در بیست و هشت روز ماه رمضان در سال ۱۳۵۳ توسط علی خامنه ای بود. بعد از اینکه ساواک با برگزاری این جلسات در مسجد کرامت مشهد مخالفت کرد، خامنه ای ادامه جلسات را در مسجد امام حسن مجتبی برگزار کرد.

## اهمیت
علی خامنه ای سعی کرد در این جلسات مبانی اندیشه اسلامی را با محوریت قرار دادن قرآن  با رویکرد اجتماعی به گونه ای منسجم برای مردم بیان کند. این کتاب پنجمین اثر مکتوب وی بود که قبل از انقلاب، در سال ۱۳۵۴ به چاپ رسید. طرح کلی اندیشه اسلامی، در کنار کتاب انسان ۲۵۰ ساله از مهمترین آثار برای آشنایی با منظومۀ فکری علی خامنه ای است.

## ترجمه
این اثر تاکنون به زبان‌های عربی و انگلیسی،  آلمانی، ایتالیایی، آذری و چینی نیز ترجمه شده است. 

## فصل ها
این کتاب شامل چهار فصل کلی: ایمان، توحید، نبوت و ولایت است.